# Tapolcai IAC VSE
A Tapolcai IAC VSE (teljes nevén: Tapolcai Ifjak Atlétikai Clubja Városi Sportegyesület) egy  tapolcai sportegyesület. Ebben a klubban sportolt Csermák József olimpiai bajnok kalapácsvető. Illetve ennek a klubnak  az egyik elődjében (a Tapolcai Bauxit ISE) is focizott a válogatott labdarúgó, Huszti Szabolcs.

## Története

### Alapítástól az 50-es évekig
Tapolcán először sportcsapat 1908-ban alakult Tapolczai Athletikai Club (TAC) néven alakult.A klubnak labdarúgó, nehézatlétika, könnyűatlétika és úszó szakosztálya volt. Az egyesületben a polgári réteg ifjai sportoltak. 1909-ben ezért a vasutasok, iparosok és  mezőgazdaságban tevékenykedő fiatalok megalapították a Tapolczai Vasas Sportkört. De 1913-ban egyesültek, mivel a Vasasnak anyagi problémái voltak. Az új klub az Ébredő Magyarok Szövetsége TURUL nevet vette fel. Aztán az első világháború után már  igény volt  egy új sportegyesület megalapítására. 1920 létrejött TIAC VSE, akkori nevén: Tapolczai Iparosifjak Athletikai Clubja. A TIAC-nak eleinte csak labdarúgó szakosztálya volt. A város kezdeményezésére egyesültek a tapolcai klub fiatalja a TIAC-ba.  1930. május 24-én megtartották az alapító ülést. A klubnak atlétika-, asztalitenisz-, labdarúgó-, birkózó-,  ökölvívó-, vívó-szakosztálya volt. Bár hiába volt Tapolcán egyesített klub, senki sem biztosított stabil anyagi hátteret. Ezért 1936-ban a klub vezetői felkeresték a MÁV-ot, hogy támogassa a klubot. Az elnök engedélyt adott és 1936-ban már Tapolcai Vasutasok Sportegyesülete néven működött a klub. Ekkor a klubnak labdarúgó és vívó szakosztálya volt. 1946-ban a háború után újra élesztették a klubot ( mert a háború idején megszűnt) MÁV TIAC néven, utalva a vasutas és a régi  klub nevére. A klubnak ekkor labdarúgó, vívó, majd 1948-49-es idénytől asztalitenisz, atlétika és teke szakosztály is megalakult.

### 50-es évektől 1978-ig
Ebben az időben gyakran változtatott nevet a klub, így Spartacus-, Lokomotív-, Törekvés-, MÁV TIAC néven működött. Ebben az időben vált országszerte ismertté Tapolca, mivel ebben a klubban sportolt Csermák József kalapácsvető az 1952-es Helsinki olimpia aranyérmese. Ez az időszak volt a TIAC atlétika szakosztályának aranykora. Ebben az időben a labdarúgók általában az NBIII-ban szerepeltek. 1950-es évektől Tapolcán több sport klub is alakult, ami gyengítette a TIAC-ot.

### 1978-tól
1978-ban a TIAC egyesül a Bauxitbányász SE-vel Tapolcai Bauxitbányász Sportegyesület (TBSE) néven. A klubnak hat szakosztálya volt (atlétika, labdarúgás, kézilabda, röplabda, természetjárás, vívás). Ekkor mintegy 350-en sportoltak a hat szakosztályban és labdarúgásban, kézilabdában és röplabdában a csapatok az NBII középmezőnyéhez tartoztak. 1987-ben a kézilabda csapat feljutott az NB1-be, de nem indulhatott, mert nem volt fedett sportpályája és anyagilag is ingatag volt. 1990-ben a klub ketté vált és létrejött a TIAC ( Tapolcai Ifjak Atlétikai Clubja) és 1991-ben a Tapolcai Bauxit Ifjúsági Sportegyesület(TBISE). Aztán 2001-ben, amikor a TIAC pályára gyógyszálló épült a csapat labdarúgó szakosztálya egyesült a Tapolcai Honvéd SE-vel (a Honvéd 1998-ban egyesült a TBISE-vel) amely akkor az NBII-ben játszott a TIAC pedig a megye I-ben. Az új csapat TIAC-Honvéd VSE néven indult az NBIII-ban. Jelenleg a klub megye I-ben játszik.

## Híres sportolók
- Tóth Balázs
- Huszti Szabolcs: válogatott labdarúgó
- Koplárovics Béla: válogatott labdarúgó
- Novák Csanád: labdarúgó
- Gellei Imre: volt szövetségi kapitány
- Glázer Róbert: volt szövetségi kapitány